# Barber (wind)
De barber (Engels voor barbier) is een schrale, harde en extreem koude oosten- tot zuidoostenwind, die het haar en de baard doen bevriezen. De striemende ijsdeeltjes voelen zeer onaangenaam aan, “alsof de huid van het gezicht gesneden wordt”, vandaar de naam “barbier”. Het fenomeen is vooral bekend in Canada en de Verenigde Staten.